# Die schwarzen Reiter von Dakota
Die schwarzen Reiter von Dakota (Originaltitel: Bugles in the Afternoon) ist ein US-amerikanischer Western aus dem Jahr 1952 von Roy Rowland mit Ray Milland und Helena Carter in den Hauptrollen. Der Film wurde von Warner Bros. in den Verleih gebracht und basiert auf dem 1945 veröffentlichten Roman Bugles in the Afternoon von Ernest Haycox.

## Handlung
Kern Shafter, Captain der US-Kavallerie, wird degradiert und unehrenhaft aus der Armee entlassen. Kern hatte Captain Garnett mit dem Säbel angegriffen, um die Ehre seiner Verlobten zu schützen. Desillusioniert treibt er sich als Kartenspieler herum, bis er sich nach einigen Jahren auf den Weg ins Dakota-Territorium macht, um dort ein neues Leben zu beginnen. Im Zug begegnet er Josephine Russell, die er vor den Zudringlichkeiten eines Mitreisenden bewahrt. In Bismarck trennen sich die Wege der beiden. Im Fort Abraham Lincoln schließt sich Kern der 7. Kavallerie an und trifft auf seinen alten Freund Miles Moylan. Moylan ist Captain und befördert Kern sofort zum Sergeant. Zu seinem Unmut erfährt Kern, dass auch Captain Garnett zur Einheit gehört. Kern freundet sich mit dem übergewichtigen Private Donovan an, einem gebürtigen Iren, dem er bei einem Faustkampf zu Hilfe kommt.
Als Indianer vom Stamm der Sioux eine Gruppe Bergarbeiter überfallen und mehrere von ihnen töten, zieht Garnett mit einer Schwadron zum Indianerlager und fordert den Häuptling Red Owl auf, die Mörder auszuliefern. Red Owl streitet jegliche Beteiligung seiner Krieger ab. Garnett befiehlt Kern trotzdem, die Mörder festzunehmen. Die Situation droht zu eskalieren, bis auf einer Anhöhe eine weitere Schwadron Kavallerie auftaucht. Red Owl erkennt, dass er einen Kampf verlieren würde und liefert die Mörder aus.
Im Fort begegnet Kern Josephine und begleitet sie nach Hause. Er erfährt, dass sich auch Garnett um sie bemüht. Josephine mag beide Männer, wobei sie glaubt, dass Kern ein dunkles Geheimnis mit sich herumträgt. Die beiden küssen sich, doch Kern will ihr seine Probleme mit Garnett nicht erklären. Miles kennt die Gründe und glaubt, dass Garnett Kern durch gefährliche Aufträge in den Tod treiben will. Ohne seinem Freund Bescheid zu sagen, sendet er ein Schreiben nach Washington, mit der Ankündigung neuer Erkenntnisse in Kerns Fall. Garnett erteilt Kern erneut einen gefährlichen Auftrag, den Kern und seine Männer nur mit Glück überleben.
Während eines Unwetters sucht Kern Schutz auf der Carson-Farm, wohin sich auch Garnett und Josephine geflüchtet haben. Josephine ist von der Rivalität der beiden genervt und verlangt, dass sie während des Abendessens Frieden halten. Garnett erinnert Kern an sein Rendezvous mit Kerns Verlobten und beansprucht Josephine für sich. Kern schlägt Garnett nieder und wird von der verärgerten Josephine aus dem Haus geworfen. Als die 7. Kavallerie unter Generalmajor Custer zum Angriff auf die Sioux aufbricht, gibt Josephine Kern eine Anstecknadel als Talisman.
Kurz darauf schickt Garnett Kern und Donovan wissentlich in einen Hinterhalt der Indianer. Donovan wird schwer verwundet. Er fordert Kern auf, zum Fort zurückzukehren, während er dessen Flucht deckt. Ein irisches Volkslied singend, liefert sich Donovan eine Schießerei mit den Sioux, bis er überwältigt wird. Kern erreicht das Fort zu Fuß und will sich an Garnett rächen. Er reitet zur Stellung und wird dort Zeuge der Schlacht am Little Bighorn. Er wird mit der Forderung um Verstärkung losgeschickt und trifft auf Garnetts Einheit, die in ein Gefecht mit den Indianern verwickelt ist. Garnett schießt auf Kern und die beiden liefern sich inmitten der Schlacht einen persönlichen Faustkampf. Garnett ist kurz vor dem Sieg, als er von einem Sioux erschossen wird. Kern findet Miles und kämpft an seiner Seite weiter. Er wird schwer verwundet in ein Lazarett gebracht. Dort erfährt er, dass er auf Miles Eingabe hin, wieder zum Captain befördert wurde. Josephine besucht ihn, beide küssen sich.

## Hintergrund
Gedreht wurde der Film von Anfang Juni bis Mitte Juli 1951 auf der Warner Movie Ranch in Calabasas sowie in Kanab (Utah) und Sedona (Arizona).
Die Zensurbehörde PCA (Production Code Administration) schlug den Produzenten vor, für die Darstellung der nordamerikanischen Ureinwohner die Indianerbehörde (Association of American Indian Affairs) zu konsultieren. In einer Kurzmitteilung vom Mai 1951 empfahl die PCA, dass das Sterben der Indianer im Film auf ein Minimum begrenzt werde, um den Eindruck eines Blutbades zu verhindern.
Lyle B. Reifsnider war für das Szenenbild zuständig, Leah Rhodes für die Kostüme. Musikalischer Direktor war Ray Heindorf.

## Veröffentlichung
Die Premiere des Films fand am 28. Februar 1952 statt. In der Bundesrepublik Deutschland kam er am 8. Oktober 1954 in die Kinos, in Österreich im Januar 1955.

## Kritiken
Der Filmkritiken-Aggregator Rotten Tomatoes hat in einer Auswertung von über 250 User-Kritiken ein Publikumsergebnis von 33 Prozent positiver Bewertungen ermittelt.
Das Lexikon des internationalen Films schrieb: „Zügig inszenierter Western mit pausenlosen Schießereien.“
Die Filmzeitschrift Cinema befand: „Flotter Western mit gutem Little-Bighorn-Actionfinale.“
Howard Thompson von der The New York Times urteilte, dass Ray Milland, einige Kavallerie-Kameraden und eine Horde johlender Indianer viel farbigen Staub aufwirbeln, jedoch nicht genug, um das Ganze zu verdecken. Die Produktion sei ein wackeliger und durchsichtiger Versuch, ein bekanntes Format von Indianerjagden und Kasernenstreitigkeiten zu einem Qualitäts-Western zu glätten.